# Городечня (Смоленская область)
Городечня — деревня в Угранском районе Смоленской области России. Входит в состав Арнишицкого сельского поселения. 
Население отсутствует, деревня ликвидирована. 
Расположена в юго-восточной части области в 28 км к юго-востоку от Угры, в 14 км восточнее автодороги Знаменка-Спас-Деменск, на берегу реки Ворона. В 7 км восточнее от деревни находится железнодорожная станция Завальный на линии Торжок-Брянск. 

## История
- В конце XV в. Великий князь московский Иван III говорил литовским послам: «Из Вязьмы ездят издавна торгом к Путивлю, не занимая Смоленска, на Лучин, да на Городечно, да на Поцынь».

В годы Великой Отечественной войны деревня была оккупирована гитлеровскими войсками в октябре 1941 года, освобождена в марте 1943 года.